# Навігаційна система
Навігаційна система (навігаційний комплекс) — це сукупність приладів, алгоритмів і програмного забезпечення, що забезпечують орієнтування об'єкта в просторі (навігацію). До навігаційного комплексу можуть входити як складні навігаційні системи (наприклад, супутникова навігаційна система), так і окремі прилади, що дозволяють визначити географічні координати об'єкта або його розташування відносно інших об'єктів.
Навігаційні системи забезпечують орієнтацію за допомогою:
- карт, що мають відео, графічний або текстовий формати;
- визначення місця розташування за допомогою датчиків або інших зовнішніх джерел (наприклад, навігаційних супутників);
- інформації від інших об'єктів.

## Типи навігаційних приладів

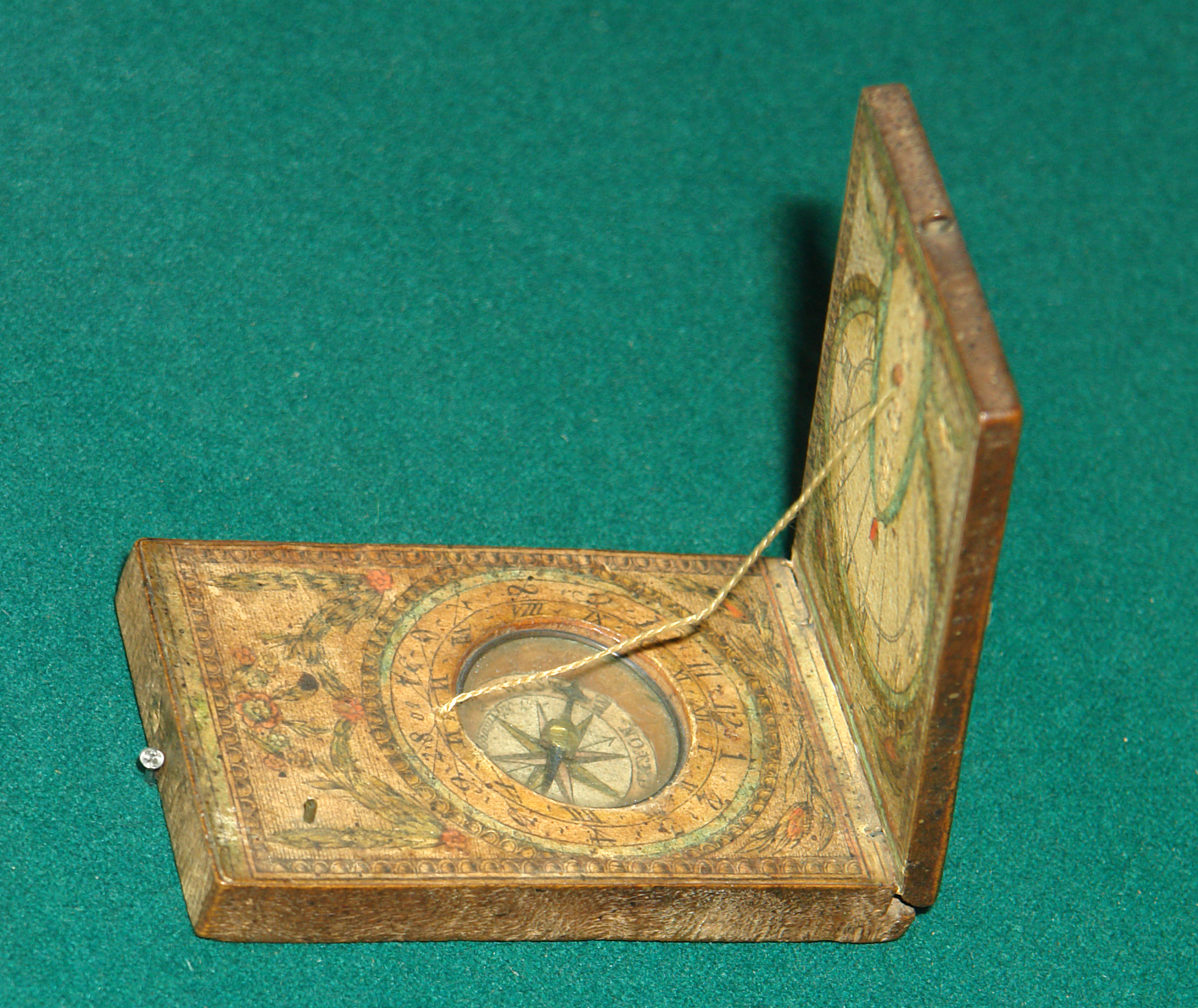
Дорожній компас і сонячний годинник, XVIII століття

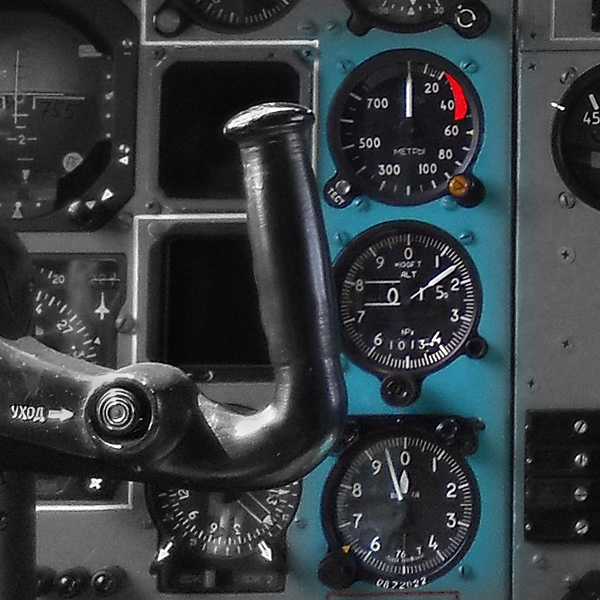
Радіовисотомір РВ-5 і два барометричних висотоміри на приладовій дошці літака Ту-154М-100

Найпоширеніщі такі прилади:
- магнітний компас — прилад, що дозволяє за магнітним полем Землі визначити приблизний напрямок на магнітний полюс планети;
- гірокомпас — гіроскопічний прилад, що дозволяє визначити курс відносно меридіана, на який він налаштований;
- радіокомпас — радіопеленгатор, що дозволяє визначити курс на широкомовну або спеціальну привідну радіостанцію;
- радіолокатор (радар, радіолокаційна станція, РЛС) — радіоприймач, що дозволяє виявляти інші об'єкти, які відбивають радіохвилі (елементи рельєфу, грозові осередки, літальні апарати тощо);
- гідролокатор (сонар) — прилад, схожий за принципом дії з радаром, але використовує замість електромагнітного акустичне випромінювання і призначений для виявлення підводних об'єктів;
- доплерівський вимірювач — прилад, що працює на ефекті Доплера і дозволяє визначити швидкість і напрямок руху об'єктів;
- висотомір і глибиномір — схожі за принципом дії прилади, відповідно барометр і манометр, які за тиском забортного середовища дозволяють визначити висоту польоту або глибину занурення;
- радіодалекомір і радіовисотомір — спеціалізовані РЛС, що вимірюють відстань до певного об'єкта, наприклад, літаковий радіовисотомір (РВ) — вертикальну відстань до поверхні планети (істинну висоту).

## Типи навігаційних систем

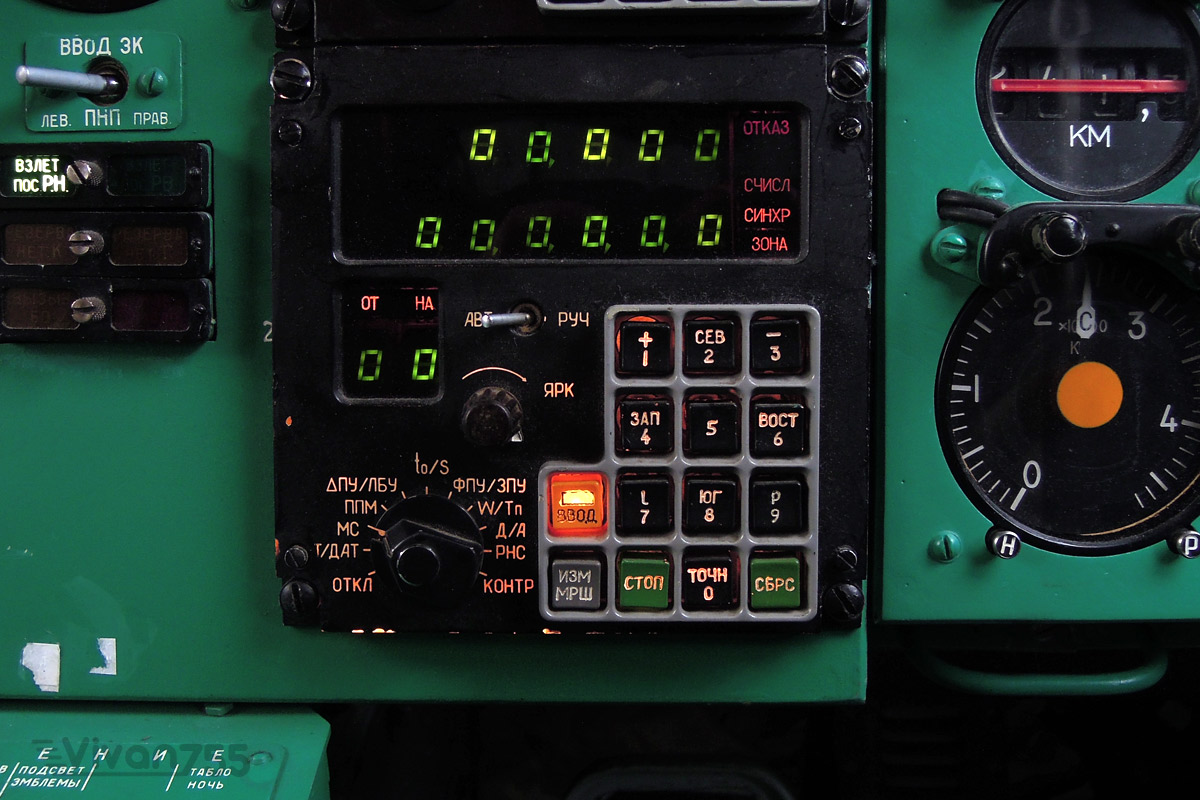
Пульт приймача А-723 РСДН-20, що стоїть на Ту-154Б-2

- Радіонавігація — заснована на взаємодії двох або більше спеціалізованих радіоприладів (односторонній — у випадку, наприклад, супутникової навігації, РСДН або роботи з VOR — або двосторонній):
  - радіосистема ближньої навігації (VOR/DME, РСБН) — вимірює азимут і дальність відносно маяка. Азимут обчислюється за затримкою між прийомом двох сигналів (обертової і ненаправленої антен), обчислення дальності вимагає двосторонньої взаємодії між бортом і маяком — працює завдяки вимірюванню часу між надсиланням сигналу на маяк і прийняттям відповіді;
  - радіосистема дальньої навігації (РСДН) — її маяки передають сигнал на довгих (система LORAN, «Чайка») або наддовгих (Omega, РСДН-20) хвилях, які завдяки дифракції огинають Землю і досягають приймача. Приймач за зсувом фаз сигналів визначає своє розташування;
  - супутникова система навігації — працює на вимірюванні відстані від спеціальних супутників до об'єкта і геометричному обчисленні положення об'єкта;
- інерціальна навігація.